# Antônio Torres
Pour les articles homonymes, voir Torres.
Œuvres principales
Cette terre (1976)
Antônio Torres, né le 13 septembre 1940 à Sátiro Dias, dans l’État de Bahia, est un écrivain et journaliste brésilien, membre de l’Académie brésilienne des lettres.
Les livres d’Antônio Torres, connus au Brésil pour leurs nombreuses rééditions et couronnés par d’importants prix littéraires, sont traduits dans un grand nombre de langues, y compris le vietnamien et l’urdu.

## Biographie
Torres est né à Junco, un village du Sertão, à l’intérieur des terres de l’État de Bahia.
Il découvre sa vocation littéraire à l’école primaire, sous l’impulsion de son institutrice. Dès lors, il commence à écrire des lettres pour les villageois analphabètes, à réciter des poèmes de Castro Alves, le grand poète bahianais, et à aider le curé à réciter la messe en latin. Par la suite, il déménage à Salvador, où il devient reporter. Il a également été journaliste et publicitaire à São Paulo et au Portugal.
Après avoir vécu maintes années entre Rio de Janeiro et São Paulo, il s’installe à Petrópolis du centre de l’État de Rio de Janeiro, ville dont il devient le citoyen d’honneur en 2015.
Auteur de 17 livres, ses romans et nouvelles sont traduits dans 21 pays (Argentine, Cuba, États-Unis, France, Espagne, Allemagne, Italie, Pays-Bas, Angleterre, Israël, Bulgarie, Roumanie, Pakistan, Croatie, Portugal, Vietnam, Uruguay, Canada, Mexique, Pologne, Turquie). En 2017, son chef-d'œuvre romanesque Cette terre (Essa terra) est également en cours de traduction en Albanie et en Azerbaïdjan.
En 1998, il reçoit le titre de chevalier des Arts et des Lettres de France pour deux livres traduits à l’époque : Cette terre (éd. Métailié) et Un taxi pour Vienne d’Autriche (éd. Gallimard).
En 2000, il est honoré par le prix Machado de Assis de l’Académie brésilienne des Lettres pour l’ensemble de son œuvre.  
Il remporte le Prix Jabuti en 2007 pour Pelo Fundo da Agulha [littéralement : Le Chas d’une aiguille, non traduit).
Le 7 novembre 2013, il est élu au siège 23 de l’Académie brésilienne des lettres. 

## Œuvre

### Romans

#### Trilogie romanesque
- Essa Terra (1976) Publié en français sous le titre Cette terre, traduit par Jacques Thiériot, Paris, Éditions Métailié, coll. « Bibliothèque brésilienne », 1984, 147 p.  (ISBN 2-86424-029-7) ; réédition, Paris, Métailié, coll. « Suites : suite brésilienne » no 64, 2002  (ISBN 2-86424-444-6)
- O Cachorro e o Lobo (1997) Publié en français sous le titre Chien et Loup, traduit par Cécile Tricoire, Paris, Éditions Phébus, coll. « D’aujourd'hui. Étranger », 2000, 211 p.  (ISBN 2-85940-672-7)
- Pelo Fundo da Agulha (2006)

#### Autres romans
- Um Cão Uivando para a Lua (1972)
- Os Homens dos Pés Redondos (1973)
- Carta ao Bispo (1979)
- Adeus, Velho (1981)
- Balada da Infância Perdida (1987)
- Um Táxi para Viena D’Áustria (1999) Publié en français sous le titre Un taxi pour Vienne d’Autriche, traduit par Henri Raillard, Paris, Éditions Gallimard, coll. « La Nouvelle Croix du Sud », 1992, 189 p.  (ISBN 2-07-072631-2)
- Meu Querido Canibal (2000) Publié en français sous le titre Mon cher cannibale, traduit par Dominique Stoenesco, Paris, Éditions Petra, coll. « Voix d'ailleurs », 2015 (ISBN 978-2-84743-106-3)
- O Nobre Sequestrador (2003) Publié en français sous le titre Le Corsaire de Rio, traduit par Dominique Stoenesco, Paris, Éditions Petra, coll. « Voix d'ailleurs », 2016 (ISBN 978-2-84743-140-7)

### Ouvrages de littérature d'enfance et de jeunesse
- Meninos, Eu Conto (1999)
- Minu, O Gato Azul (2007)

### Chroniques
- O Centro das Nossas Desatenções (1996)
- O Circo no Brasil (1998)
- Sobre Pessoas (2007)

### Autre publication
- Do Palácio do Catete à venda de Josias Cardoso (2007)

## Distinctions
- Chevalier de l'ordre des Arts et des Lettres